# Diamante insanguinato
Per diamante insanguinato (più raramente diamante di sangue, in inglese blood diamond, o anche diamante di guerra o diamante sporco) si intende un diamante estratto in una zona di guerra spesso tramite minatori schiavi e/o bambini, e venduto, in genere clandestinamente, per finanziare una insurrezione, gli sforzi di un esercito di invasione o sostenere le attività di un cosiddetto signore della guerra.

## Angola
Nel 1999 le Nazioni Unite imposero delle sanzioni all'Angola proibendo alle altre nazioni l'acquisto di diamanti angolani.
Questa fu la prima risoluzione che citava esplicitamente i diamanti tra i finanziamenti di guerra. I rapporti stimarono che circa il 25% della produzione negli anni '90 venne venduta per scopi illeciti e il 15% per scopi bellici.
Il World Diamond Council stimò che nel 1999 il mercato di diamanti illegali rappresentava circa il 3,06% della produzione mondiale e nel 2004 la percentuale si è ridotta a circa l'1%.
L'Angola è stata una colonia del Portogallo e raggiunse l'indipendenza nel 1975. In seguito fu interessato da una guerra civile tra le fazioni Movimento Popolare di Liberazione dell'Angola e Unione Nazionale per l'Indipendenza Totale dell'Angola. Durante questa guerra i diamanti vennero trafficati da gruppi di ribelli per finanziare il conflitto. Attualmente la guerra è terminata e il paese è un legittimo produttore di diamanti.

## Sierra Leone
Nel luglio 1999, dopo otto anni di guerra civile, i negoziati tra il governo della Sierra Leone e il Fronte Rivoluzionario Unito (RUF) permisero la firma del trattato di pace con il quale le parti si accordarono nella cessazione delle ostilità, il disarmo di tutti i combattenti e la formazione di un governo di unità nazionale. Le Nazioni Unite e l'Economic Community of West African States facilitarono il processo di pace. La risoluzione 1270 del 22 ottobre 1999 del Consiglio di Sicurezza costituì una missione di pace (peacekeeping) (UNAMSIL) nel paese. Con le successive risoluzioni 1289 dell'8 febbraio 2000 e 1299 del 19 maggio 2000 l'UNAMSIL è diventata la seconda forza di pacekeeping attualmente inviata dalle Nazioni Unite.
A seguito delle preoccupazioni internazionali per il ruolo svolto dal traffico di diamanti nel conflitto nella Sierra Leone, il consiglio di sicurezza adottò la risoluzione 1306 il 5 luglio 2000 che imponeva il bando dell'importazione diretta o indiretta di diamanti grezzi non controllata dal governo dalla Sierra Leone attraverso l'uso di un certificato di provenienza. L'embargo degli armamenti e delle forze non governative nel paese era già in atto attraverso la risoluzione 1132 dell'8 ottobre 1997.
Il 31 luglio 2000 e il 1º agosto 2000, l'ambasciatore Anwarul Karim Chowdhury, presidente del Comitato del Consiglio di Sicurezza formato in seguito alla risoluzione 1132 (1997) riguardante la Sierra Leone, presiedette la prima udienza pubblica del Consiglio di Sicurezza a New York, a cui erano presenti i rappresentanti degli stati membri, della organizzazioni regionali, della organizzazioni non governative, dell'industria dei diamanti e altri esperti. In questa udienza venne illustrato il collegamento tra il mercato illegale di diamanti e il mercato degli armamenti. Vennero inoltre discussi i mezzi per sviluppare un'industria di produzione dei diamanti lecita e sostenibile nella Sierra Leone.
Il 2 agosto 2000 venne formato un Panel di esperti per raccogliere informazioni sulle possibili violazioni dell'embargo e sulla connessione tra il mercato dei diamanti e quello degli armamenti, valutare l'adeguatezza del sistema di controllo aereo nella regione per rilevare voli sospetti e riferire al consiglio osservazioni e raccomandazioni per il rafforzamento dell'embargo entro il 3 ottobre 2000. Il rapporto del Panel venne inviato al consiglio di sicurezza il 19 dicembre 2000.
I proventi dei diamanti della Sierra Leone sono incrementati di 10 volte dalla fine del conflitto, passando da 10 milioni di dollari del 2000 ai 130 milioni del 2004, anche se in base ai rapporti dell'UNAMSIL "più del 50 per cento dei diamanti estratti non ha provenienza ufficiale e il contrabbando illegale sta continuando".
I diamanti vengono anche citati nella famosa canzone di Kanye West:  Diamonds from Sierra Leone, proveniente dall'album Late Registration pubblicato nel 2005.

## Liberia
Dal 1989 al 2003 scoppiò una guerra civile in Liberia. Nel 2000 le Nazioni Unite accusarono il presidente Charles Taylor di sostenere la rivolta del RUF in Sierra Leone con armamenti. Nel 2001 vennero applicate le sanzioni e nel 2003 rassegnò le dimissioni come presidente. Dopo essere stato esiliato in Nigeria sta per affrontare un processo all'Aia. Il 21 luglio 2006 si è dichiarato non colpevole dell'accusa di crimini contro l'umanità e crimini di guerra.
Attualmente la Liberia è in pace e sta tentando di costituire una industria dei diamanti legale. Le Nazioni unite hanno ritirato le sanzioni e ora il paese è membro del processo di Kimberley.

## Costa d'Avorio
La Costa d'Avorio iniziò negli anni '90 a sviluppare una industria dei diamanti. Nel 1999 un colpo di Stato rovesciò il governo, iniziando una guerra civile. Il paese divenne una rotta per l'esportazione di diamanti dalla Liberia e iniziarono ad essere ritirati gli investimenti esteri. Per bloccare il mercato illegale la nazione fermò tutte le miniere di diamanti e il consiglio di sicurezza mise al bando ogni esportazione di diamanti nel dicembre 2005.

## Repubblica del Congo
La Repubblica del Congo affrontò nel 2004 le sanzioni delle Nazioni Unite poiché, nonostante non possedesse una industria dei diamanti ufficiale, il paese esportava grandi quantità di diamanti di origine imprecisata.

## Schema della certificazione di Kimberley
Anche se le Nazioni Unite identificarono per la prima volta nel 1998 il problema del finanziamento dei conflitti attraverso il traffico dei diamanti, fu l'industria a fare i primi passi per affrontare questo problema attraverso la costituzione di un processo che permettesse di certificare l'origine di un diamante. Nel maggio del 2000 i paesi produttori di diamanti si incontrarono a Kimberley, in Sudafrica per stabilire un sistema per contrastare il mercato illegale e assicurare ai compratori di diamanti la provenienza lecita delle pietre acquistate
.
Il 19 luglio 2000 il World Diamond Congress adottò una risoluzione per rafforzare la capacità dell'industria di bloccare le vendite di diamanti illegali. La risoluzione chiedeva un sistema internazionale di certificazione per l'esportazione e l'importazione di diamanti, l'adeguamento della legislazione di tutti i paesi per accettare solo confezioni di pietre con sigilli ufficiali, permette l'incriminazione dei paesi che trafficano illegalmente e istituire un bando da tutte le borse dei diamanti della World Federation of Diamond Bourses di chiunque commerci illegalmente diamanti.
Il 17 e 18 gennaio 2001 l'industria costituì il World Diamond Council. Questo organismo è stato creato per ideare un processo in grado di certificare la provenienza lecita di tutti i diamanti grezzi.
Dopo l'approvazione delle Nazioni Unite il 13 marzo 2002, a novembre, dopo due anni di negoziati tra governi, produttori di diamanti e organizzazioni non governative venne creato il Kimberley Process Certification Scheme (KPCS).

## Monitoraggio del Kimberley Process
La maggiore debolezza del Kimberley Process è costituita dal suo monitoraggio... Qualunque paese può diventare membro del Kimberley Process inviando una richiesta alla presidenza dell'organizzazione in Sudafrica, anche se non rispetta gli standard del processo. Questo significa che alcuni diamanti di sangue sono ancora in circolazione poiché alcuni paesi non seguono le procedure.

## Diamanti "conflict-free"
Un diamante detto "conflict-free" è una pietra i cui profitti non sono usati per il finanziamento di guerre ed è stata estratta attraverso dei lavoratori trattati secondo certe condizioni etiche. Solo i diamanti che sono certificati e la cui provenienza può essere rintracciata dalla miniera all'acquirente finale possono essere dichiarati "conflict-free". Tuttavia, i diamanti illegali sono venduti attraverso i mercati internazionali con finte certificazioni.

## Critiche
Il mercato dei diamanti (2 A) è dominato attualmente dalle compagnie De Beers che furono fondate in Sudafrica da proprietari inglesi. La De Beers possiede molte miniere di diamanti africane e le varie compagnie interne producono circa il 40% dei diamanti mondiali per valore. Oltre ad essa, la Debswana (Debswana Diamond Company Ltd), una partnership "cinquanta-cinquanta" tra la De Beers e il governo della Botswana, è il maggior produttore di diamanti per valore. Esistono altre compagnie nel Botswana ma detengono quote molto inferiori del mercato.
Alcune critiche indicano che il problema dei diamanti di sangue è una guerra tra produttori di diamanti. Innanzitutto, quando i ribelli o i militari di origine africana tentano di controllare alcune miniere di diamanti (cosa che non viene accettata dai monopolisti del mercato), i diamanti fuori dal controllo di queste compagnie vengono dichiarati diamanti di sangue. In secondo luogo, i critici pensano che vengono acquistati maggiori quantità di armamenti dalla vendita di petrolio che dalla vendita di diamanti. Altre sostanze vengono commerciate con le stesse modalità e gli stessi scopi dei diamanti illegali, come la cassiterite, la Columbite-tantalite e l'oro.